# Smittina uruguayensis
Smittina uruguayensis är en mossdjursart som beskrevs av Jean-Loup d'Hondt 1981. Smittina uruguayensis ingår i släktet Smittina och familjen Smittinidae. Inga underarter finns listade i Catalogue of Life.